# Typy kultury organizacyjnej
Typ kultury organizacyjnej – umowna nazwa specyficznych cech instytucji (poglądów, norm, zasad zachowania w niej panujących).
Według badań C.B. Handy’ego można mówić o czterech zasadniczych typach kultur: Zeusa, Apolla, Ateny i Dionizosa.

## Kultura Zeusa

Realny wpływ na władzę mają osoby, które są w układach z Zeusem (punkty czerwone), co niekoniecznie pokrywa się z formalnymi strukturami organizacji (wewnętrzny krąg).

Kultura Zeusa zwana jest inaczej kulturą władzy. Charakterystyczną cechą jest istnienie w niej tzw. kręgu władzy; kilka osób ma dostęp do władzy, a niektórzy pracownicy, którzy formalnie pełnią funkcje kierownicze, np. wicedyrektor, nie mają wpływu na jej sprawowanie. Poplecznicy często wywodzą się ze znajomych, rodziny, jest to rodzaj "grupy trzymającej władzę".
Strukturę kultury Zeusa można przedstawić za pomocą pajęczyny.

### Cechy kultury Zeusa
Cechą kontroli u Zeusa jest jej totalny charakter – jest to zarówno kontrola procesu (patrzę, jak robią), jak i kontrola efektu.
Słowem kluczowym dla tej kultury jest osobowość Zeusa. Niekoniecznie musi być nim choleryk, Zeusem może być silny flegmatyk.
Funkcjonowanie instytucji zależy od osobowości szefa; wówczas dopiero może się coś zmienić, kiedy nastąpi zmiana na stanowisku kierowniczym. Zeus nigdy nie odchodzi dlatego, że się nie nadaje, z powodu silnej osobowości Zeusa nawet decydenci nie mają odwagi mu tego powiedzieć. Odchodzi najczęściej z powodu stanu zdrowia lub jest przesuwany na inne, często wyższe, stanowisko.
Charakter stosunków panujących w instytucji cechuje: apatia, bierność, brak zaangażowania, zniechęcenie. Zdarza się, że pracownicy nagle nie wytrzymują, dochodzi do strajku, nagłego wybuchu buntu. Często wówczas jeden z kręgu Zeusa przechodzi na jego miejsce.
Kultura Zeusa pojawia się przeważnie w instytucjach typu policja, wojsko, gdzie potrzebne jest centrum dowodzenia, szybkie decyzje. Kultura Zeusa korzystna jest w sytuacjach kryzysu, np. trzęsienie ziemi, powódź.

## Kultura Apolla

Kultura Apolla

Kultura Apolla nazywana jest też kulturą ról. Są w niej jasno określone kompetencje, hierarchia (dyrektor, zastępcy, szefowie zespołów, ich zastępcy itd.). Każde miejsce jest dokładnie opisane. Podane jest szczegółowo, jakie wymagania należy spełnić, aby przejść na wyższy szczebel, można dokładnie zaplanować kolejne stopnie w swojej karierze (ale sama góra już nie jest dostępna, wszędzie na świecie kierownictwo jest z klucza politycznego). Kulturami Apolla są urzędy, wyższe uczelnie. Kultura ta nazywana jest biurokratyczną.

### Cechy kultury Apolla
Kontrolą u Apolla jest kontrola procesu. Apollo analizuje tylko to, czy wszystko odbyło się zgodnie z prawem, nie jest dla niego ważny efekt. W takiej kulturze odnotowuje się tylko, że wszystko odbyło się zgodnie z procedurą i jest to wystarczające.
Słowem kluczowym w tej kulturze jest prawo. Prawo określa funkcjonowanie instytucji.
Zmiana nie następuje nigdy, jedynie się rozrasta, zmienia się wtedy tylko, kiedy zmienia się prawo.
Przykład różnicy między kulturą Zeusa a kulturą Apolla: jeśli przychodzi pracownik do Zeusa i mówi, że zadanie jest niezgodne z prawem, Zeus odpowiada, że go to nie obchodzi; Apollo reaguje, że trzeba zmienić wersję.

## Kultura Ateny

Kultura Ateny I

Kultura Ateny II

Kultura Ateny nazywana jest kulturą ekspertów lub kulturą organizacji zadań.
Jest to kultura o strukturze organicznej; jak się zmienia organizm, wtedy też ona ulega zmianie. Priorytet instytucji wymaga płynności w tym, kto jest ważny. O miejscu w strukturze decyduje realizacja aktualnych zadań i to, jakim kto jest ekspertem.
To najbardziej typowa kultura w placówkach oświatowych, zapewnia współpracę.

### Cechy kultury Ateny
Kontrola u Ateny jest kontrolą efektu. Kontrola procesu jest w rękach fachowców. Atena wie, że dała proces ludziom sprawdzonym i nie potrzebuje kontrolowania na tym etapie.
Słowem kluczowym w kulturze Ateny są kompetencje.
Cechą kultury jest przydzielanie w przyszłości szerszych, trudniejszych zadań, bo człowiek się sprawdził.
W kulturze Zeusa ważne są znajomości, w kulturze Apolla kwalifikacje, a w kulturze Ateny kompetencje.

## Kultura Dionizosa
Kultura Dionizosa nazywana jest też kulturą wolności lub kulturą jednostki. Jest to bardzo rzadki typ kultury. Najczęściej spotykany jest w instytucjach kulturalnych, gdzie pod jednym szyldem działają artyści, z których co prawda jeden jest szefem, ale tylko formalnie, nie mając żadnego wpływu na działalność pozostałych.
Kultura Dionizosa nie ma struktury, graficznie można przedstawić ją następująco:

### Cechy kultury Dionizosa
Kontrolą u Dionizosa jest zewnętrzna kontrola efektu. W ten sposób oceniana jest praca, np. kontrolą działalności zespołu artystycznego są opinie widzów, popularność, frekwencja na koncertach.
Słowem kluczowym jest wolność.